# Doutor Ulysses
Doutor Ulysses is een gemeente in de Braziliaanse deelstaat Paraná. De gemeente telt 6.145 inwoners (schatting 2009).